# Pala d'Or

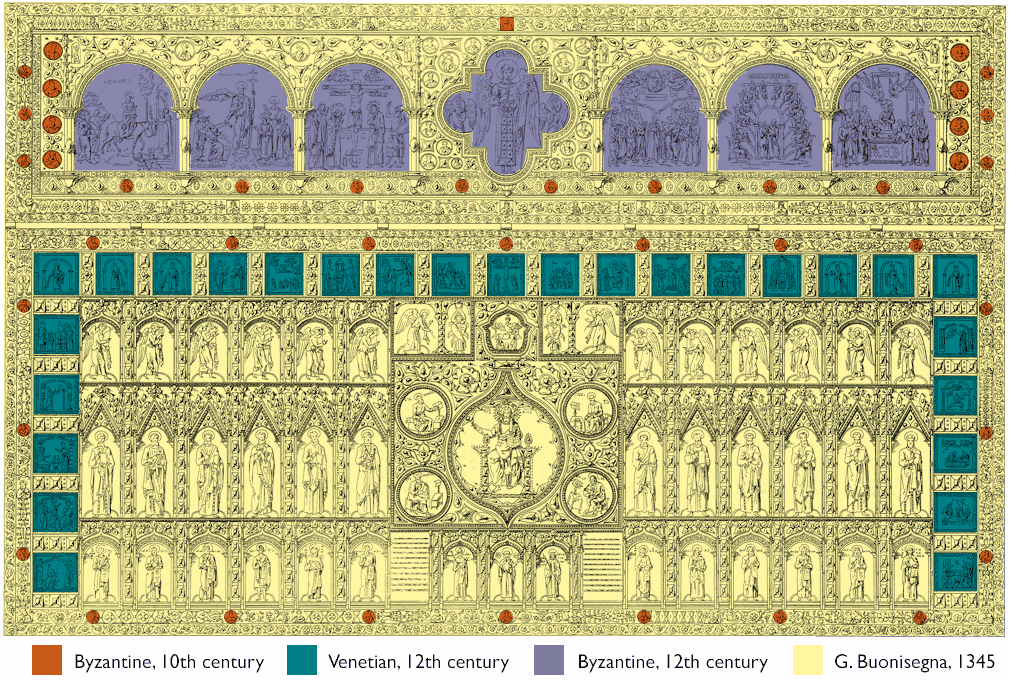
Esquema de les successives addicions

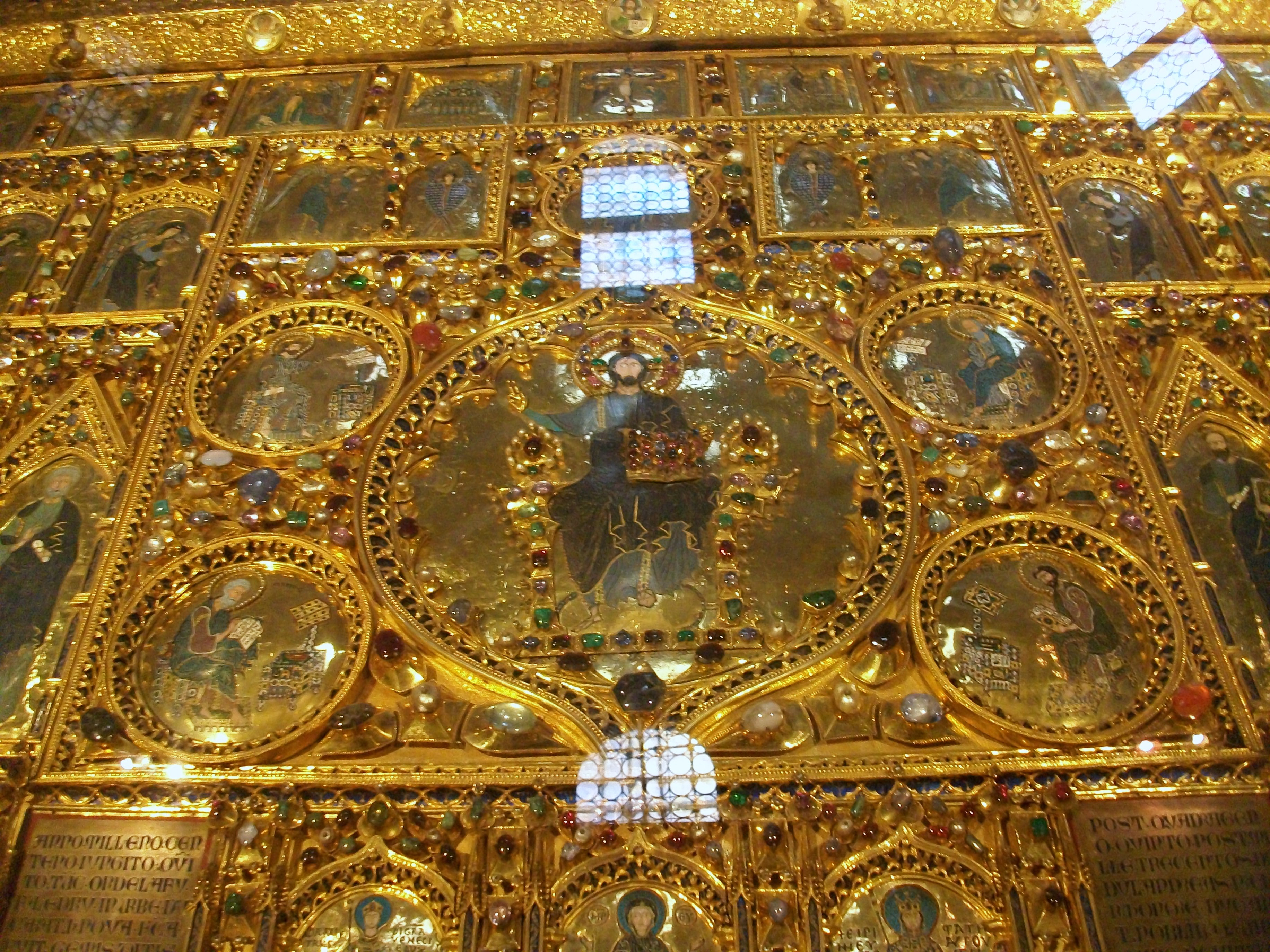
Detall

Pala d'Or ('retaule' en italià) és el retaule de l'altar major de la basílica de Sant Marc a Venècia (Itàlia). És reconeguda universalment com una complexa obra d'orfebreria romana d'Orient, una de les obres més refinades d'esmalt romà d'Orient, amb decoració a la part frontal i posterior.

## Història

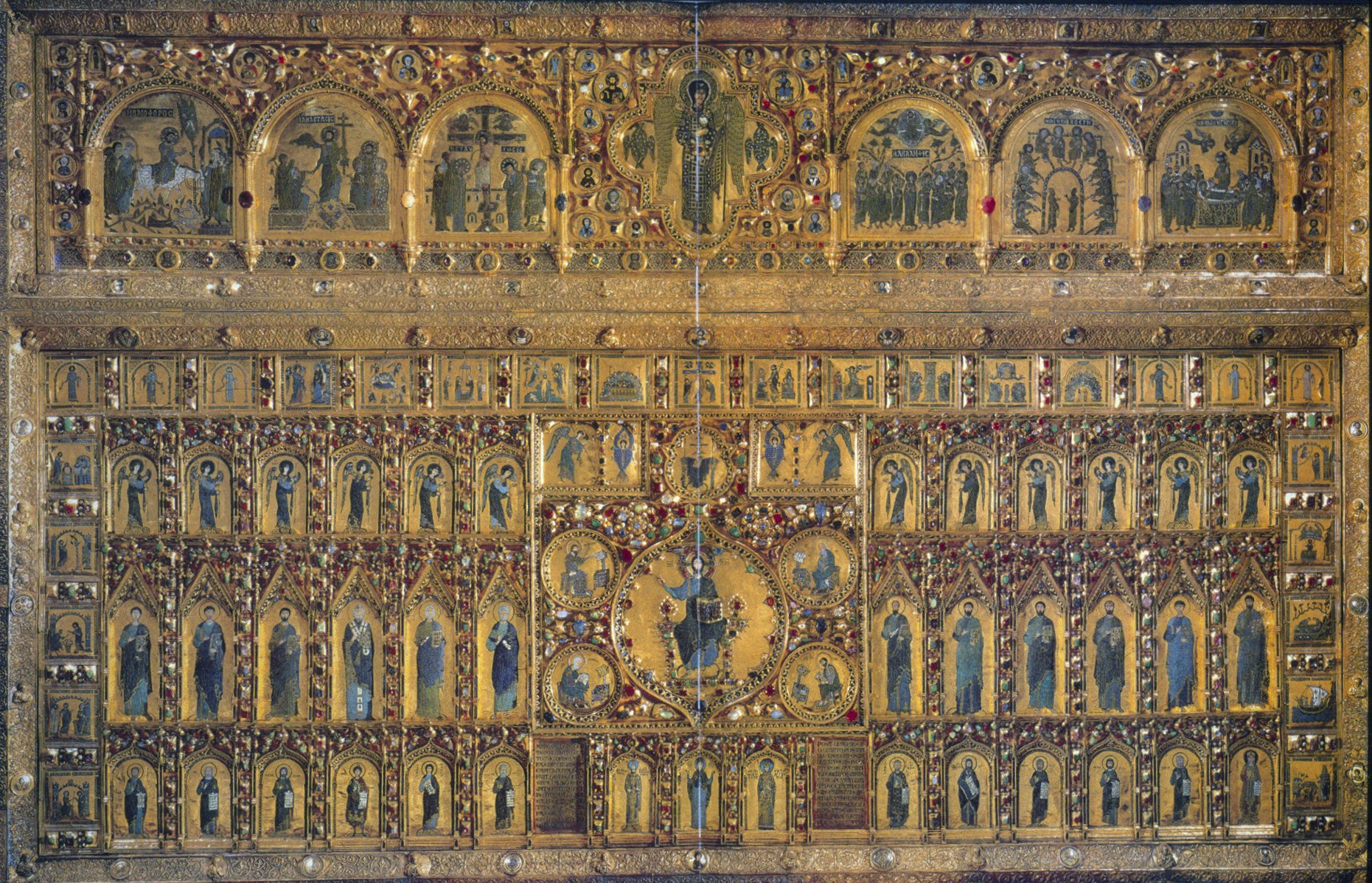
Pala d'Or des d'una perspectiva propera

Es creu que l'obra original s'encarregà al 976 als artesans de Constantinoble pel dux Pere Orsèol, i hi fou elaborada amb pedres precioses i esmalts representant diversos sants; entre aquest primer grup de plafons d'or esmaltats hi havia la il·lustració de la vida de sant Marc, el retrat del dux i el grup del Pantocràtor.
Un dels seus successors, Ordelaf Faliero, amplià el retaule al 1105. S'hi afegiren més plafons al 1209, incloent-ne alguns portats des de Constantinoble després de la conquesta veneciana de la ciutat en les croades. El conjunt actual data de 1345, quan l'orfebre Giovanni Paolo Bonesegna rebé l'encàrrec de completar el retaule per Andrea Dandolo, procurador i més tard dux. Bonesegna hi afegí un sumptuós marc daurat d'estil gòtic, alguns esmalts i un gran nombre de perles i pedres precioses, fins a 1.927, amb robins, safirs i maragdes. També hi agregà dos conjunts d'inscripcions, commemorant la seua pròpia contribució i les dels seus predecessors, i quedà així unit el retaule.
Paolo Veneziano rebé l'encàrrec de fer panells de fusta com una coberta per quan el retaule no estigués exposat, aquesta tapadora fou datada el 1345 i signada per ell juntament amb els seus fills, Lucca i Giovanni. La coberta té dues peces. La placa superior presenta el Vir dolorum al centre, envoltat per la Marededeu i els sants Joan, Jordi, Marc, Pere i Nicolau. La placa inferior mostra histories de la vida, el martiri, l'enterrament i la translació de sant Marc. Els plafons de fusta s'obrien al públic durant les litúrgies. Al segle xv, el retaule «exterior» de Veneziano es canvià per un panell de fusta que es manté hui, tot i que la Pala és sempre oberta.

## Descripció
El retaule fa 3 m d'ample per 2 m d'alt. Està fet en or i argent, 187 plaques d'esmalt, i 1.927 gemmes. N'hi ha 526 perles, 330 granats, 320 maragdes, 255 safirs, 183 ametistes, 175 àgates, 75 robins, 34 topazis, 16 cornalines i 13 jaspis.

### Secció superior
El retaule té per dues parts. Els esmalts en la secció superior de la Pala d'Or contenen l'arcàngel sant Miquel al centre, amb sis imatges representant la vida de Crist a cada costat, que afegiren el 1209. Mostren l'entrada de Crist a Jerusalem, la baixada als llimbs, la crucifixió, l'ascensió, Pentecosta, i la mort de la Mare de Déu. Es pensa que aquests no formaven part originàriament, de l'altar, perquè els seus trets estilístics els situen al segle xii, i probablement els saquejaren durant la Quarta Croada.

### Secció inferior
La secció inferior conté els esmalts que narren la vida de sant Marc. Els elaboraren al 1105 a Constantinoble, encarregats pel dux Faliero. Solien estar col·locats al llarg de la base, però des de llavors els traslladaren a la posició actual al llarg dels costats i la filera superior d'aquesta secció.

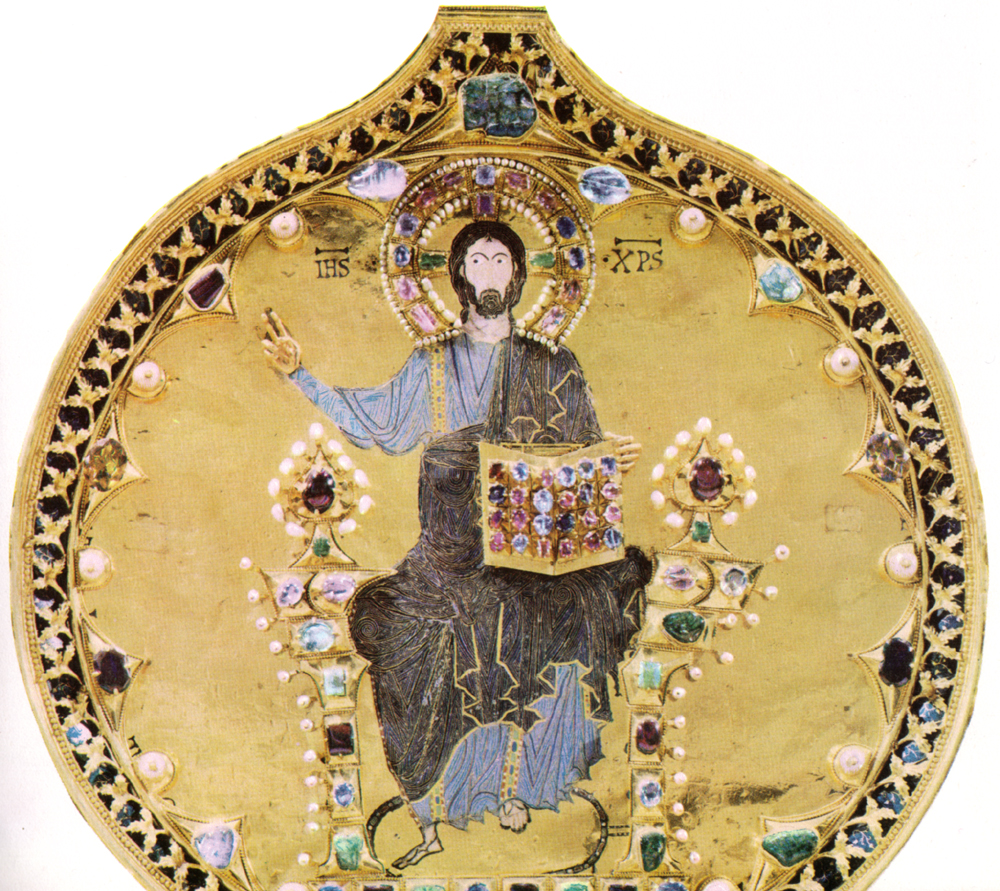
El plafó central de Crist en Majestat

També en la secció inferior hi ha un esmalt representant Crist al centre de l'altar, i els quatre esmalts circulars al seu voltant són imatges dels quatre evangelistes. A la dreta i l'esquerra de Crist hi ha els dotze apòstols, sis a cada costat. Per sobre de Crist hi ha un tron buit, que representa el Judici final i la segona vinguda de Crist, amb àngels i arcàngels a cada costat. Per sota de Crist i els apòstols hi ha els dotze profetes, amb la Marededeu, flanquejada per Faliero i l'emperadriu Irene al centre.

### El dux Faliero i l'emperadriu Irene

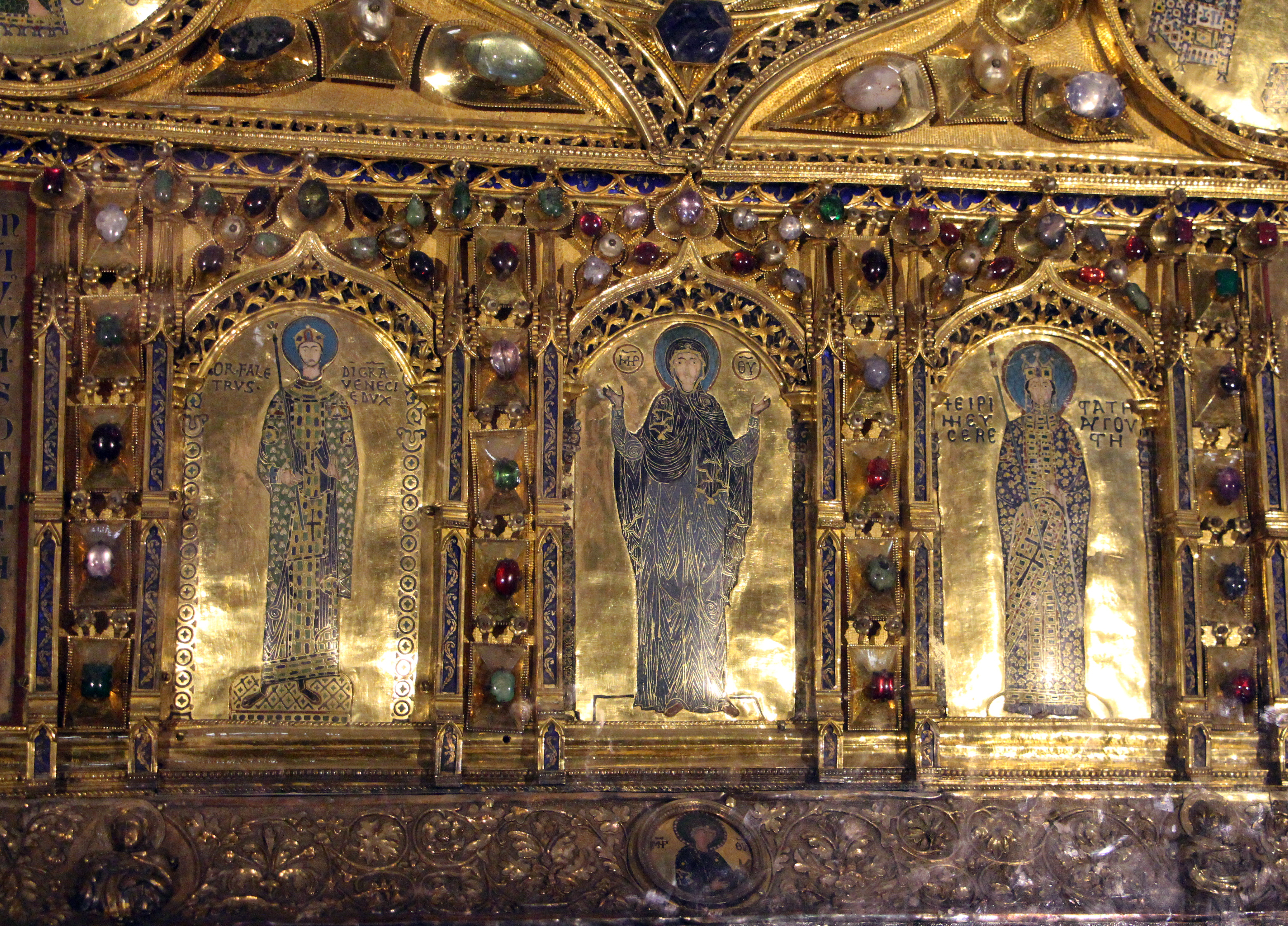
El dux Faliero, la Marededeu i l'emperadriu Irene

Les dues figures al voltant de la Marededeu són imatges del dux Faliero i l'emperadriu romana d'Orient Irene. La representació de Faliero sembla una mica desproporcionada perquè el cap és massa petit en proporció al seu cos. Hi ha proves que el cap original fou eliminat, i reemplaçat amb un de nou. Hi ha també esgarrapades en l'esmalt de quan es llevà el primer cap, i algun tipus de cera o pasta s'usà per omplir els buits on la segona peça no encaixava amb exactitud.

## Pel·lícules
- Romer, John (1997), Byzantium: The Lost Empire; ABTV/Ibis Films/The Learning Channel; 4 episodis; 209 minuts. (En l'episodi 3 ["Envy of the World"], el presentador Romer examina la Pala d'Or detalladament.)